# Archioncaea arabica
Archioncaea arabica is een eenoogkreeftjessoort uit de familie van de Oncaeidae. De wetenschappelijke naam van de soort is voor het eerst geldig gepubliceerd in 1997 door Böttger-Schnack & Huys.